# Гончаров, Сергей Николаевич
Сергей Николаевич Гончаров (22 февраля 1989, Ленинград) — российский хоккеист, нападающий. Воспитанник петербургского СКА. В настоящее время является игроком красноярского Сокола, выступающего в ВХЛ.

## Карьера
Сергей Гончаров начал свою профессиональную карьеру в 2008 году в составе электростальского клуба Высшей лиги «Кристалл», выступая до этого за фарм-клубы московского «Динамо», казанского «Ак Барса» и мытищинского «Химика». В своём дебютном сезоне Сергей провёл на площадке только 5 матчей, не набрав ни одного очка, а весь следующий год он выступал за вторую команду родного петербургского СКА.
Перед началом сезона 2009/10 Гончаров подписал контракт с нефтекамским «Торосом», однако в основном составе команды он провёл лишь одну игру, весь год проведя в фарм-клубе. Сезон 2010/11 Сергей провёл в минском клубе Молодёжной хоккейной лиги «Юность», где в 36 матчах он сумел набрать 19 (9+10) очков, после чего получил предложение от клуба ВХЛ ХК «Рязань».
20 декабря 2011 года Гончаров был вызван в чеховский «Витязь», в составе которого в тот же день в матче против минского «Динамо» он дебютировал в Континентальной хоккейной лиге, сразу же отметившись заброшенной шайбой.
В сезоне 2012/13 был переведён на место защитника. В сезоне 2013/14 вместе с Максимом Галкиным стал самым результативным защитником ХК "Рязань"

## Статистика выступлений
Последнее обновление: 28 декабря 2011 года
|                 |                 |                 | Регулярный сезон | Регулярный сезон | Регулярный сезон | Регулярный сезон | Регулярный сезон | Регулярный сезон | Плей-офф | Плей-офф | Плей-офф | Плей-офф | Плей-офф | Плей-офф |
| Сезон           | Команда         | Лига            | Игр              | Г                | П                | Очк              | +/-              | Штр              | Игр      | Г        | П        | Очк      | +/-      | Штр      |
| --------------- | --------------- | --------------- | ---------------- | ---------------- | ---------------- | ---------------- | ---------------- | ---------------- | -------- | -------- | -------- | -------- | -------- | -------- |
| 2005/06         | Динамо Мск-2    | Первая лига     | 6                | 1                | 0                | 1                | --               | 0                | —        | —        | —        | —        | —        | —        |
| 2005/06         | Ак Барс-2       | Первая лига     | 14               | 6                | 2                | 8                | --               | 20               | —        | —        | —        | —        | —        | —        |
| 2007/08         | Химик (МО)-2    | Первая лига     | 26               | 3                | 9                | 12               | --               | 20               | —        | —        | —        | —        | —        | —        |
| 2007/08         | Кристалл Эл     | Высшая лига     | 5                | 0                | 0                | 0                | -2               | 2                | —        | —        | —        | —        | —        | —        |
| 2009/10         | Торос-2         | Первая лига     | 32               | 11               | 15               | 26               | --               | 22               | —        | —        | —        | —        | —        | —        |
| 2009/10         | Торос           | Высшая лига     | 1                | 0                | 0                | 0                | --               | 0                | —        | —        | —        | —        | —        | —        |
| 2010/11         | Юность          | МХЛ             | 36               | 9                | 10               | 19               | -5               | 36               | —        | —        | —        | —        | —        | —        |
| 2011/12         | ХК Рязань       | ВХЛ             | 26               | 3                | 2                | 5                | -9               | 12               | —        | —        | —        | —        | —        | —        |
| 2011/12         | Витязь          | КХЛ             | 3                | 1                | 0                | 1                | -1               | 0                | —        | —        | —        | —        | —        | —        |
| Всего в КХЛ     | Всего в КХЛ     | Всего в КХЛ     | 3                | 1                | 0                | 1                | -1               | 0                | —        | —        | —        | —        | —        | —        |
| Всего в карьере | Всего в карьере | Всего в карьере | 149              | 34               | 38               | 72               | -17              | 112              | —        | —        | —        | —        | —        | —        |